# صموئيل كيلر
صموئيل كيلر هو سياسي أمريكي، ولد في 1656 في نوروولك في الولايات المتحدة، وتوفي في 19 مايو 1713 في ريجفيلد ‏ في الولايات المتحدة. انتخب عضو مجلس نواب كونيتيكت ‏.